# Comté d'Albert
Pour les articles homonymes, voir Albert.
Le comté d'Albert est situé au sud-est de la province canadienne du Nouveau-Brunswick. Le comté est bordé au nord et à l'est par la rivière Petitcodiac et au sud par la baie de Chignectou, un bras de la baie de Fundy.
Il y avait 29 158 habitants en 2016 contre 28 846 en 2011, soit une augmentation de 1,1 %, principalement due à la croissance de Riverview.

## Géographie
La géographie du comté est dominée par les collines calédoniennes. La source de la rivière Kennebecasis et le Parc provincial The Rocks se trouvent ici.

## Démographie
| 2001   | 2006   | 2011   | 2016   |
| ------ | ------ | ------ | ------ |
| 26 749 | 27 562 | 28 846 | 29 158 |

### Langue
La langue maternelle est l'anglais chez 92,2 % des habitants, le français chez 5,8 % et les deux langues chez 0,2 % alors que 1,8 % sont allophones. 
Le Nouveau-Brunswick est officiellement bilingue, c'est-à-dire que l'anglais et le français ont un statut égal. Les deux langues officielles sont comprises par 23,1 % de la population alors que 76,6 % des habitants sont unilingues anglophones, que 0,3 % sont unilingues francophones et que 0,0 % ne connaissent ni l'anglais ni le français.
En 1951, seulement 1 % de la population avait une connaissance du français. L'anglais est parlé à la maison par 97,4 % des gens, le français par 2,1 %, les deux langues officielles par 0,2 %, l'anglais et une langue non officielle par moins de 0,1 % et une langue non officielle seule par 0,3 %. L'anglais est utilisé au travail par 96,7 % des employés et le français par 2,1 % alors que 1,2 % des employés utilisent les deux langues officielles, que moins de 0,1 % utilisent l'anglais et une langue non officielle et que moins de 0,1 % utilisent l'anglais, le français et une langue non officielle.

## Administration

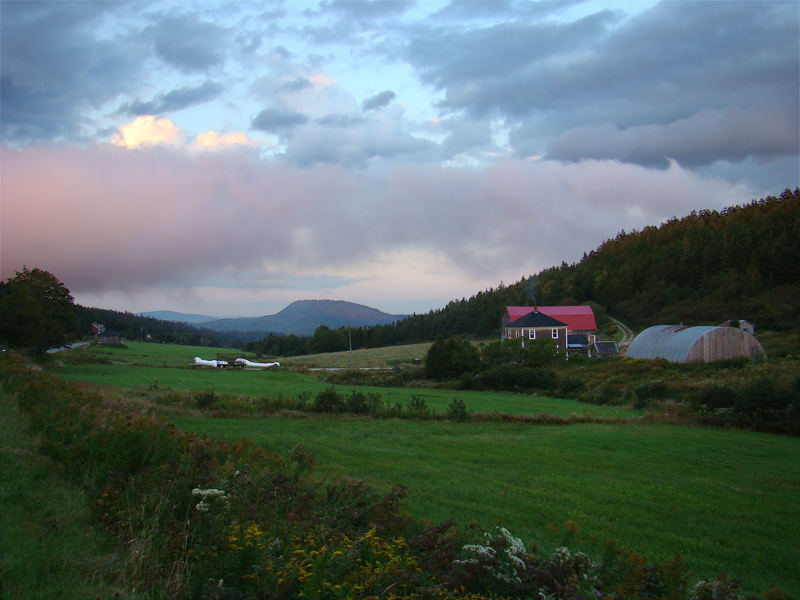
Paysage de ferme près d'Alma

| Numéro | Nom          | Statut         | Population estimée (2021) | ±               | Superficie (km²) | Densité |
| ------ | ------------ | -------------- | ------------------------- | --------------- | ---------------- | ------- |
| 42     | Fundy Albert | Village        | 5741                      |                 |                  |         |
| 35     | Riverview    | Ville          | 19 667                    | en augmentation | 33,88            | 564,6   |
| DR 7   | Sud-Est      | District Rural | 4328                      |                 |                  |         |
| 43     | Three Rivers | Village        | 1383                      |                 |                  |         |

## Ancienne administration territoriale
Le comté est légalement subdivisé en plusieurs paroisses civiles, soit Alma, Coverdale, Elgin, Harvey, Hillsborough, Hopewell. Les municipalités recoupent la plupart du temps le territoire de ces paroisses.
| Période                                  | Période | Identité   | Étiquette | Qualité |
| ---------------------------------------- | ------- | ---------- | --------- | ------- |
| 188?                                     | 188?    | James Ryan |           |         |
| Les données manquantes sont à compléter. |         |            |           |         |